# Ракова (Сату-Маре)
Ракова (рум. Racova) — село у повіті Сату-Маре в Румунії. Входить до складу комуни Супур.
Село розташоване на відстані 417 км на північний захід від Бухареста, 36 км на південь від Сату-Маре, 93 км на північний захід від Клуж-Напоки.

## Населення
За даними перепису населення 2002 року у селі проживали 279 осіб, усі — румуни. Усі жителі села рідною мовою назвали румунську.